# Kaple Nanebevzetí Panny Marie (Hajany)
Kaple Nanebevzetí Panny Marie stojí v obci Hajany v okrese Brno-venkov. Společně s nedalekým krucifixem je chráněna jako kulturní památka ČR. Kaple náleží pod římskokatolickou farnost u kostela Všech svatých v Ořechově v děkanství rosickém, v rámci diecéze brněnské.

## Historie
Kaple z roku 1818 a kamenný kříž z roku 1808 stojí na návsi obce Hajany. Kaple byla opravena v roce 1990. Kamenný kříž byl postaven za podpory Antonína Hermana z Hajan.

## Popis

### Kaple
Barokní kaple zvonicového typu byla postavena z cihel na půdorysu čtverce. Je členěna nárožními lizénami a hlavní římsou. V přízemí je pravoúhlý vchod, v patře po obvodě je po jednom oknu s půlkruhovým záklenkem. Kaple má mansardovou střechu krytou bobrovkami a zakončenou křížem. V patře kaple je zavěšen zvon.

### Kamenný kříž

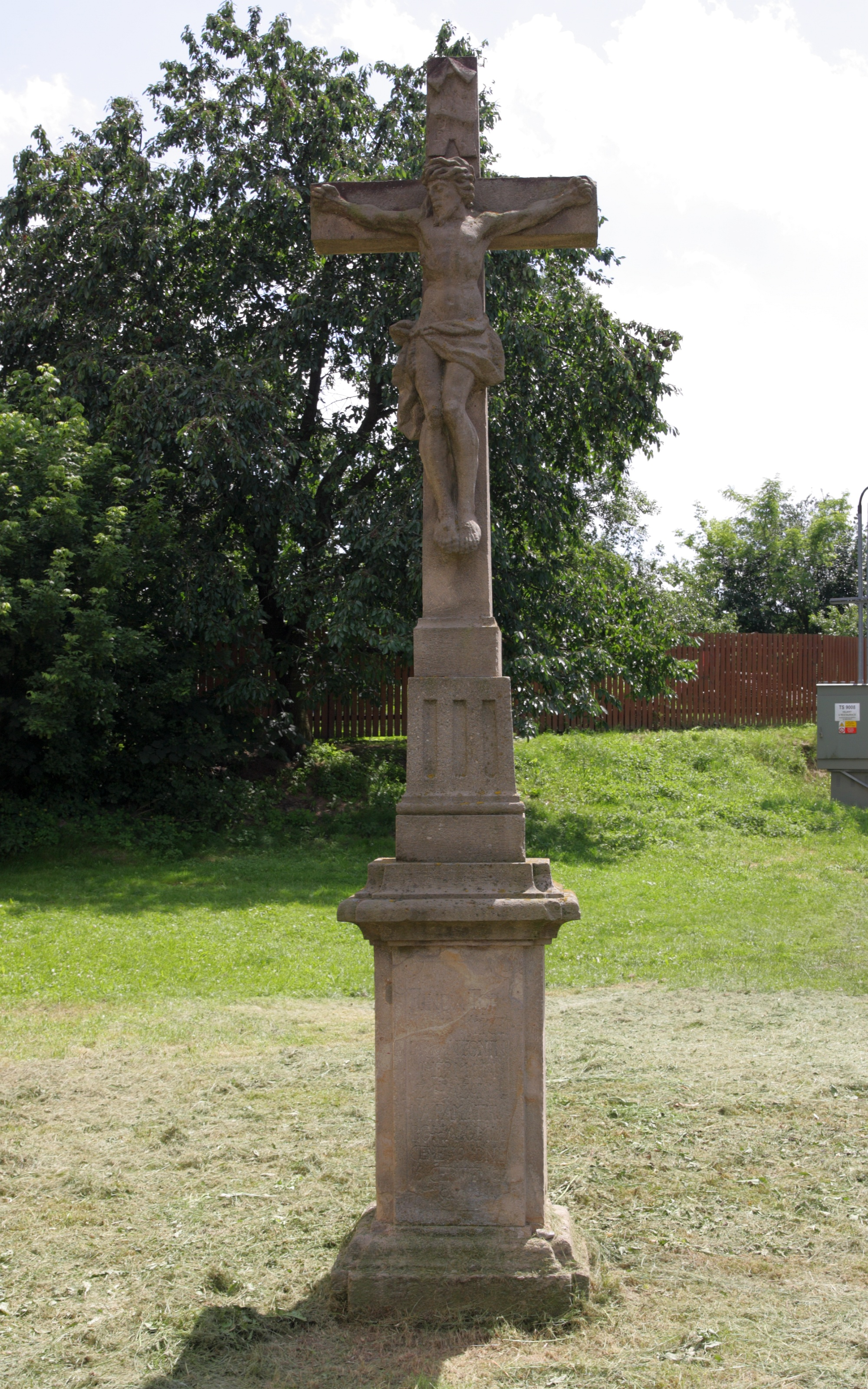
Kříž na návsi v Hajanech

V čtyřbokém soklu, který stojí na obdélné odstupňované podnoži, je na čelní straně v rámu český nápis:
| „ | FUNDATOR / TOHO KŘIŽE / BYL ANTONÍN / HERMAN Z HAYAN / NA PAMATKU / BOHA UMU / ČENÉM DNE / 15. ČERVENCE/ 1808 | “ |

Sokl je zakončen profilovanou římsou a z ní vychází odstupňovaná v horní části zúžená podnož s rytými motivy píšťal. Na horní část podnože je postaven kříž s ukřižovaným Kristem. Nad skloněnou hlavou je nápis: I N R I .